# Elżbieta Porzec
Elżbieta Porzec, née le 27 janvier 1945 à Lublin et morte dans la même ville le 7 juin 2019, est une joueuse de volley-ball polonaise.

## Carrière
Elżbieta Porzec participe aux Jeux olympiques de 1968 à Mexico. Elle remporte la médaille de bronze avec l'équipe nationale de Pologne lors de cette compétition.